# 田嶋伸博
田嶋伸博（日语：たじまのぶひろ，1950年6月28日—）乃日本拉力賽賽車手、企業家，石川縣小松市出身，畢業於國士館大學工學部，外號「怪獸田嶋（モンスター田嶋）」。田嶋是賽車設計開發商IRD公司、汽車經銷商田嶋汽車公司、電動汽車製造商SIM-Drive公司等行號的創辦人。

## 生平簡歷
1968年田嶋開始投入賽車界，主要參加拉力賽及越野賽。他曾獲得1996年、1997年、1998年、2001年、2002年等五屆的亞太拉力錦標賽二輪摩托車組冠軍，也曾獲得1995年、2006年至2011年連續六年等七屆的美國派克峰國際爬山賽冠軍。更甚者，他在2007年參賽時駕著鈴木XL7爬山賽特製賽車跑出10分1秒408的成績，創下該比賽最快速的紀錄，也打破13年前由洛·米蘭駕駛豐田Celica GT賽車所創下的10分4秒06之舊記錄。2011年6月26日田嶋伸博駕著怪獸運動SX4爬山賽特製賽車再度挑戰，結果成績為9分51秒278，打破他自己的舊記錄。
在經營事業方面，1983年創設「怪獸國際（モンスターインターナショナル，現改名「田嶋汽車公司〔〕」）」，1986年在鈴木公司的支持下開設「鈴木運動公司（スズキスポーツ，IRD公司前身）」，實為鈴木公司的官方賽車隊。2002年以「鈴木Ignis Super1600」投入世界青年拉力錦標賽（簡稱JWRC）的賽事，田嶋成為車隊領導。2007年以降參加世界拉力錦標賽（簡稱WRC）的第11戰起，田嶋轉任至賽車開發部門，改由川田輝擔任車隊經理。2013年3月田嶋就任電動汽車製造商SIM-Drive公司的社長。

### 逸事
1990年9月參加拉力賽澳洲分站的賽事，在最終特殊路段遭到一般車輛自駕駛座車門撞擊，導致右腕骨折，但2週後參加全日本越野錦標賽（全日本ダートトライアル選手権）居然奪下冠軍。至於田嶋的綽號，則是因為他參加全日本越野錦標賽時出場的背景音樂乃粉紅淑女的單曲《Monster》，因而獲得「怪獸田嶋」的封號。

## 內部連結
- 鈴木世界拉力車隊
- IRD公司

## 外部連結
- （日語）IRD公司官方網站 （页面存档备份，存于）
- （日語）Monster Sport公司官方網站 （页面存档备份，存于）